# Ardning
Ardning est une commune autrichienne du district de Liezen en Styrie.